# Emmerting
Emmerting est une commune de Bavière (Allemagne) de 4 093 habitants, située dans l'arrondissement d'Altötting.